# بردفورد (کنتاکی)
بردفورد (به انگلیسی: Bradford) یک منطقهٔ مسکونی در ایالات متحده آمریکا است که در شهرستان براکن، کنتاکی واقع شده‌است. بردفورد ۱۵۰٫۸۸ متر بالاتر از سطح دریا واقع شده‌است.